# Granefors
Granefors är en ort belägen i Asarums socken i Karlshamns kommun. Från 2015 avgränsar SCB här en småort. Vid Mieån i Granefors fanns tidigare AB Granefors Koppar- och Messingsverk.

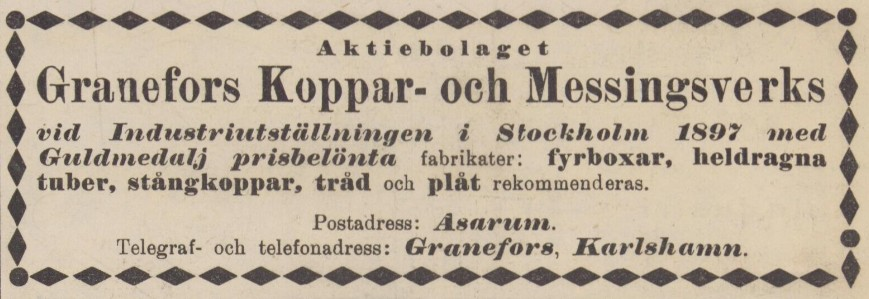
Annons för Graneforsverket i Nordens Expositionstidning 1 oktober 1897 vid Stockholmsutställningen 1897, där företaget erhöll en guldmedalj för sina produkter. I stället för telefonnummer anges telefon-adress i annonsen, då telefon vid denna tid ännu inte var allmänt förkommande i Granefors.